# Кищенко, Александр Михайлович
Александр Михайлович Ки́щенко (13 мая 1933 — 11 ноября 1997, Минск) — белорусский советский художник-монументалист. Народный художник Белорусской ССР (1991).

## Биография
Родился 13 мая 1933 года в хуторе Белый Колодезь (ныне Богучарский район, Воронежская область). После школы работал маляром-альфрейщиком (маляром по художественной отделке) на ждановском заводе «Азовсталь».
В 1953 году поступил на факультет монументальной живописи Львовского государственного института прикладного и декоративного искусства. Ученик Р. Ю. Сельского и И. М. Скобало.
В 1960 после окончания института, А. Кищенко работал художником-исполнителем в творческой бригаде монументалиста И. С. Литовченко в Киеве. С 1961 года — участник конкурсов и художественных выставок. Переехал в Минск по приглашению Г. Х. Ващенко, основателя кафедры монументально-декоративного искусства Белорусского театрально-художественного института.
С 1963 по 1970 год — преподавал живопись и композицию на кафедре монументально-декоративного искусства Белорусского театрально-художественного института в Минске. Одновременно активно занимался творчеством и организацией гобеленового производства в БССР. Автор гигантского «Гобелена столетия», занесённого в «Книгу рекордов Гиннесса», сотканного из шерсти, размером 14 х 19 метров и весом около 270 кг.
Умер 11 ноября 1997 года и похоронен в Минске на Восточном кладбище.

## Творчество
Автор сотен произведений в жанре станкового и монументального искусства, живописец-виртуоз, портретист, монументалист, также владел техникой мозаики, керамики и гобелена.

## Избранные работы
- «Гобелен века»[1]

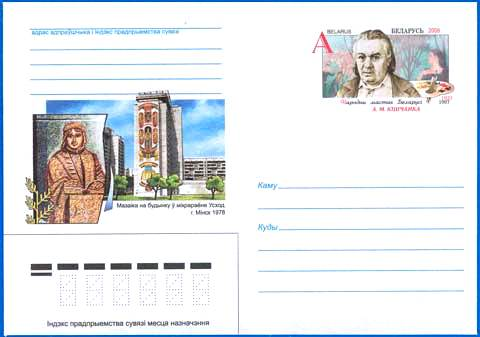
Конверт № 81 с оригинальной маркой «75 лет со дня рождения Кищенко А. М.», выпущенный издательско-торговым центром «Марка» РУП «Белпочта» в 2008 году.

- роспись «Эстафета поколений» в санатории «Беларусь» в Мисхоре в Крыму,
- мозаичное панно «Партизаны» на фасаде гостиницы «Турист»,
- четыре панно «Город-воин», «Город науки», «Город культуры» и «Город-строитель» на торцах жилых зданий по проспекту Независимости (микрорайон Минска Восток),
- триптих «Гимн труду» на торцах жилых зданий по улице Якуба Коласа в Новополоцке,

картины
- Девочка с подсолнечником,
- Комсомольцы 1970-х годов,
- Ожидание,
- Воскресенье,
- Мои современники,
- На балконе,

портреты
- писателя М. А. Шолохова,
- художницы Зои Литвиновой,
- певицы, народной артистки СССР Е. В. Образцовой,
- дирижёра, народного артиста СССР В. В. Ровдо и др.

Часть картин художника находится в художественных музеях Беларуси и России, в ГТГ, художественной коллекции ООН, у экс-президента США Б. Клинтона и частных коллекциях.

## Награды и премии
- медаль Франциска Скорины (1993)
- заслуженный деятель искусств Белорусской ССР (1980)
- народный художник Белорусской ССР (1991)
- Государственная премия Белорусской ССР (1980) — за гобелен «СССР. Этапы борьбы и побед» для конференц-зала в здании ЦК КПБ
- Государственная премия Республики Беларусь (1996) — за «Гобелен века»

## Память

Надгробный памятник Александру Кищенко на Восточном кладбище

Имя Александра Кищенко присвоено Борисовскому комбинату декоративно-прикладного искусства.